# Kenichi Serada
Kenichi Serada (Fukuoka, 20 oktober 1973) is een voormalig Japans voetballer.

## Carrière
Kenichi Serada speelde tussen 1992 en 1997 voor Kashima Antlers en Cerezo Osaka.